# Петър Корабаров
Петър Арсов (Арсениев) Корабаров (Карабаров, Корабов) е български офицер, полковник, участник в Сръбско-българска война.

## Биография
Корабаров е роден 1 януари 1855 година във Велес, в Османската империя, днес в Северна Македония. Брат е на подполковник Панчо Корабаров. Семейството му участва в българските църковни и просветни борби в града. Отива да учи в Русия, между 1870 и 1876 година завършва гимназията в Николаев и е пансионер при Тодор Минков, а в 1879 година завършва Второ военно Константиновско училище в Санкт Петербург. Служи в шести артилерийски полк. Работил в 4-то областно интенданство. Служил в двадесет и четвърти пехотен черноморски полк и дванадесети пехотен балкански полк.
По време на Сръбско-българската война в 1885 година ръководи артилерийската лаборатория в Русе и придадените към нея работилници, които отговарят за изпращането на артилерийски и пехотни бойни припаси на фронта. Подпомага отбраната на Видинската крепост. За участието си във войната е отличен с орден „Свети Александър" V степен.
В 1887 година участва в Русенския бунт на офицерите-русофили, заради което е уволнен от армията, емигрира в Русия и постъпва в руската армия. В 1898 година след разрешаване на офицерско-емигрантския въпрос се завръща в България и служи в артилерийските полкове.

## Военни звания
- Подпоручик (10 май 1879)
- Поручик (30 август 1882)
- Капитан (30 август 1885)
- Майор ?
- Подполковник (12 август 1896)
- Полковник